# 羽倉秘救
羽倉 秘救（はくら やすひら、寛延元年（1748年） - 文化5年6月4日（1808年6月27日））は江戸時代の旗本。父は柏山介英、母は柏山介重の娘。羽倉光周の婿養子。通称は彌三郎、権九郎。子に羽倉簡堂がいる。

## 生涯
羽倉光周の娘と結婚して、宝暦13年（1763年）9月8日に家督を継承する。鳥見役を務めた後、安永7年（1778年）12月23日に勘定吟味方改役（吟味役の調査した公文書を再吟味する役）となり、80石の禄高を支給された。その後、東海道や関東・尾張・美濃・伊勢の川や、天明3年（1783年）の浅間山大噴火で被害に遭った信濃国の村の普請にも当たった。
天明4年（1784年）5月13日に代官に任命され、越後国出雲崎に赴任する。その後、尾張・美濃・伊勢から摂津・播磨に転任した。寛政3年（1791年）4月にその支配地から出航した廻米船が最上川で難破した際には、その船が大坂で検査を受けずに勝手に出航していたことによる監督不行届を咎められ、一時出仕を止められた。
寛政5年（1793年）、豊後国日田に転任。この間には広瀬淡窓に学問を学んだ。文化2年（1805年）には、日田から長崎へ通じる輸送路・加加鶴新道の水害からの修復工事を行い、この道は後の加加鶴隧道となった。そのほか、村入用（村の運営等に用いる年貢以外の農民負担）を軽減したり、部下の粗暴な振る舞いを戒めるなどした。
文化5年（1808年）6月4日、61歳で死去。